# Province d'Ichilo
La province d'Ichilo est une des 15 provinces du département de Santa Cruz, en Bolivie. Son chef-lieu est Buena Vista.

## Création
Elle fut créée par une loi du 8 avril 1926. Elle doit son nom au río Ichilo, qui arrose son territoire.

## Situation
Elle est située au nord de la serranía subandine (ensemble des montagnes situées au pied de la cordillère des Andes proprement dite). Dans sa partie occidentale, elle est traversée par des serranías basses, tandis qu'à l'est et au nord, elle est formée de larges plaines traversées par le Río Yapacaní et le Río Ichilo, qui forment la limite avec les départements de Beni et de Cochabamba.
Son territoire est très fertile et apte à l'agriculture et à l'élevage.

## Géographie
Une des serranías de la partie occidentale s'achève au cerro Amboró (pic Amboró). Au nord, la plaine est couverte d'une végétation dense sur les bords des rivières qui la traversent. Les cours d'eau principaux sont les abondants Río Yapacaní et Río Ichilo qui sont navigables et conduisent au département de Beni.
Sur le territoire de la province, ainsi que sur ceux des provinces de Caballero et de Florida, se trouve le Parc national Amboró, qui protège des espèces d'oiseaux et d'animaux éteintes dans d'autres parties du monde.
- L'altitude moyenne est de 386 mètres.
- Les précipitations moyennes sont de 2 563 mm.
- La température moyenne est de 24,3 °C. Son climat humide et subtropical chaud est à la base d'une végétation exubérante, spécialement sur les berges des cours d'eau.

### Superficie
Avec une superficie de 14 232 km2, elle occupe 3,8 % de la superficie totale du département de Santa Cruz.

## Population
Sa population de 81 118 habitants (2005), occupe la cinquième place parmi les provinces du département, mais sa densité démographique reste très faible (4,95 hab./km2).
Les districts municipaux sont:
- Yapacaní : 37 527 habitants
- San Carlos : 29 229 habitants
- Santa Fe de Yapacaní
- San Juan de Yapacaní.- Un pourcentage élevé de ses habitants sont les descendants d'immigrés japonais. C'est un centre important de production agricole, d'élevage, d'aviculture et d'industrie alimentaire, ainsi que d'activité forestière.

## Économie
C'est l'agriculture qui prédomine, le produit le plus notable étant le riz, avec une production atteignant 50 % du total du département. On y produit également du cacao et d'importantes quantités de bois. Différents articles de presse boliviennes classe cette province comme épicentre de la production de cocaine en Bolivie  depuis les années 2000. ( rapport Boris Miranda sur la géopolitique de la drogue )